# Maulévrier
Maulévrier – miejscowość i gmina we Francji, w regionie Kraj Loary, w departamencie Maine i Loara.
Według danych na rok 2010 gminę zamieszkiwało 3 180 osób, a gęstość zaludnienia wynosiła 95 osób/km².

## Znane osoby urodzone w Maulévrier
- Jean-Marc Ayrault, polityk, premier Republiki Francuskiej 2012-2014, minister spraw zagranicznych 2016-2017